# 이보다 더 좋을 순 없다
《이보다 더 좋을 순 없다》(영어: As Good As It Gets)는 1997년에 만들어진 미국 영화로 모두가 싫어하는 괴팍한 작가 멜빈과 병든 아들에 대한 의무로 자기 삶을 포기해온 식당 종업원 캐럴의 사랑을 다룬 제임스 브룩스 감독의 로맨틱 코미디 영화이다. 1998년 70번째 아카데미상 수상식에서 7개 부문에 지명되었으며, 남우주연상(잭 니컬슨)과 여우주연상(헬렌 헌트)을 수상하였다.

## 줄거리
멜빈 유달(Melvin Udall: 잭 니컬슨 분)은 강박증 증세가 있는 로맨스 소설 작가이다. 뒤틀리고 냉소적인 성격인 멜빈은 다른 사람들의 삶을 경멸하며 신랄하고 비열한 독설로 그들을 비꼰다. 그의 강박증 역시 유별나다. 길을 걸을 땐 보도블록의 틈을 밟지 않고, 사람들과 부딪히지 않으려고 뒤뚱뒤뚱 거린다. 식당에 가면 언제나 똑같은 테이블에 앉고, 가지고 온 플라스틱 나이프와 포크로 식사를 한다. 이러한 신경질적인 성격 탓에 모두들 그를 꺼려한다.
그러나 식당의 웨이트리스로 일하는 캐럴 코널리(Carol Connelly: 헬렌 헌트 분)만은 예외이다. 언제나 인내심있는 태도로 멜빈을 대하는 그녀는 그의 신경질적인 행동을 참고 식사 시중을 들 수 있는 유일한 사람이다. 그러나 그녀에게도 어려움은 있다. 그녀는 천식으로 괴로워 하는 어린 아들이 있지만, 변변한 치료도 못할 정도의 빠듯한 살림을 아이 아빠없이 혼자 꾸려나가야 하는 것이다. 멜빈이 못마땅하게 생각하는 사람들 중의 하나는 이웃에 사는 동성애자 화가인 사이먼(Simon Bishop: 그레그 키니어 분)이다. 그는 멜빈이 자신의 생활 방식을 싫어하며 또한 그의 작고 귀여운 개 버델도 미워한다는 것을 알고 있다.
사이먼의 작품 중개인이자 연인인 프랭크(Frank Sachs: 쿠바 구딩 주니어 분)는 멜빈이 사이먼에게 못되게 굴 때마다 물리적인 위협으로 멜빈을 으르기도 한다. 하지만 모든 것은 변한다. 사이먼이 강도들로부터 구타를 당하자 멜빈이 사이먼의 애견 버델을 돌봐야 하는 상황이 된 것이다. 처음에 멜빈은 버델을 싫어하지만, 이 작은 강아지로 인해 멜빈의 얼음같은 심장은 서서히 녹기 시작한다. 그는 버델을 잘 돌볼 뿐만 아니라 사이먼과 캐럴의 개인적인 곤경에 대해서도 관심을 갖게 된다. 어느덧 자신 안의 인간미를 느끼게 된 멜빈은 버델의 주인인 사이먼과의 우정을 가꾸고, 그리고 따뜻하게 마음을 열어준 캐럴과의 로맨스를 시도하는데...

## 출연진
- 잭 니컬슨 - 멜빈 유돌
- 헬렌 헌트 - 캐럴 코널리
- 그레그 키니어 - 사이먼 비숍
- 쿠바 구딩 주니어 - 프랭크 색스
- 스키트 얼리치 - 빈센트 로피아노
- 셜리 나이트 - 베벌리 코널리
- 제시 제임스 - 스펜서 코널리
- 야들리 스미스 - 재키 심슨
- 루페 온티베로스 - 노라 매닝
- 비비 오스터월드 - 이웃집 여자
- 해럴드 레이미스 - 마틴 베티스 의사
- 로런스 캐즈던 - 그린 의사
- 줄리 벤즈 - 접수원
- 셰인 블랙 - 브라이언
- 레슬리 스테펀슨, 미시 파일, 우드 해리스 - 종업원
- 톰 맥가원 - 메트르 디
- 브라이언 도일머리 - 잡역부
- 제이미 케네디 - 사기꾼
- 마야 루돌프 - 경관
- 토드 솔론즈 - 버스 남자
- 질 - 버델

## 한국판 성우진(KBS) (2001년 10월 27일)
- 이완호 - 유달(잭 니컬슨)
- 송도영 - 캐럴(헬렌 헌트)
- 홍시호 - 사이먼(그레그 키니어)
- 문관일 - 프랭크(쿠바 구딩 주니어) / 불량배(저스틴 허윅)
- 박민아 - 캐럴의 엄마(셜리 나이트)
- 정민희 - 이웃집 여자(비비 오스테워드) / 사이먼의 엄마(전화 목소리)
- 이영주 - 캐럴의 아들(제시 제임스) / 출판사 직원(린다 게링거) / 의사 선생 조수(안토니아 존스) / 식당 손님
- 박은숙 - 젝키(야들리 스미스)
- 이연희 - 식당 손님(리사 에델스틴) / 경찰
- 성창수 - 사이먼의 지인(자프 코헨) / 의사 선생님(해럴드 레이미스) / 양복 가게 주인(맷 말로이) / 형사
- 임성표 - 형사(존 오도나휴) / 이웃집 주인(브라이언 도일 머레이) / 정신과 의사(로런스 캐즈던) / 레스토랑 직원(토미 맥고안) / 식당 손님
- 서문석 - 불량배(스키트 울리치) / 사이먼의 지인(로스 블레크너)
- 변영희 - 불량배(제이미 케네디) / 캐럴의 남친(랜들 바틴코프) / 식당 손님(피터 제이컵슨) / 경찰
- 정현경 - 캐럴의 음식점 동료(타라 서브코프)